# 中百仓储

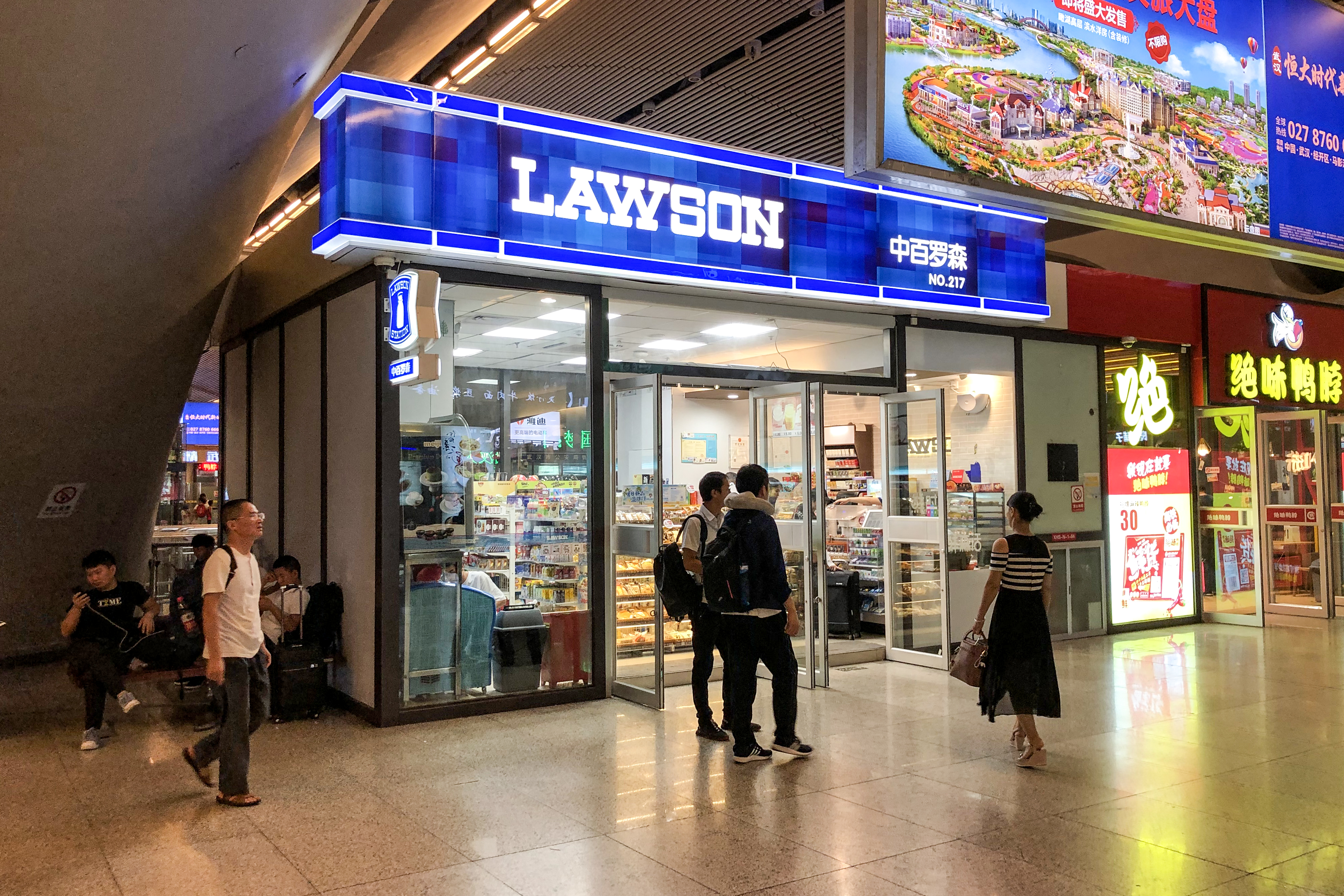
武汉站到达层的中百罗森

中百仓储（全称：中百连锁仓储超市有限公司）是一家中国大陆第三大连锁超市，成立于1997年，总部设在湖北武汉。中百倉儲亦設有較高檔次的超市品牌中百生活劇場。
中百仓储是中百控股集团股份有限公司全资子公司，首家分店设在武汉汉口唐家墩。2016年，中百超市成为罗森便利店在湖北省指定的唯一区域被许可人。

## 外部連結
- 中百集团网址（页面存档备份，存于）
- 中百商网（页面存档备份，存于）